# Vikica
Vikica je žensko osebno ime.

## Izvor imena
Ime Vikica je različiča ženskih osebnih imen Viktorija oziroma Hedvika 

## Pogostost imena
Po podatkih Statističnega urada Republike Slovenije je bilo na dan 31. decembra 2007 v Sloveniji število ženskih oseb z imenom Vikica: 68.

## Osebni praznik
Osebe z imenom Vikica lahko godujejo takrat kot Viktorije oziroma Hedvike.